# Bewonersinitiatief
Een bewonersinitiatief is een organisatie die een maatschappelijk doel nastreeft waarbij bewoners zelf de initiatiefnemer zijn. Een deel van de bewonersinitiatieven ontvangt subsidie van de overheid, er zijn ook bewonersinitiatieven die geheel particulier gefinancierd zijn.
Voorbeelden van bewonersinitiatieven zijn Opzoomeren in Rotterdam en Nice Nieuw West in Amsterdam.